# 民族自由主義
民族自由主義（英語：National liberalism）結合了民族主義與部分自由主義政策（特別是經濟自由主義方面）。其發展可追溯自19世紀，當時歐洲多數國家由君主統治，政治階層奉行保守自由主義。當時的民族自由主義緊密結合民族國家與反天主教的思想。
19世紀，德國的民族自由主義信奉者（如尼采）與自由民族主義者不同的是，他們主張一個強大的日耳曼帝國。馬克斯·韋伯等自由民族主義者則是尋求一個與其他歐洲強權合作的民主德國。
「民族自由主義」這名詞主要用於19世紀的德語國家，如德國和奧地利。歷史上的民族自由主義政黨有德國的民族自由黨和德國人民黨、奥地利的鄉村同盟、大德意志人民黨和独立人士联盟、瑞士的瑞士人民黨以及義大利的普通人阵线。